# Eryngium ilex
Eryngium ilex är en flockblommig växtart som beskrevs av Peter Hadland Davis. Eryngium ilex ingår i släktet martornar, och familjen flockblommiga växter. Inga underarter finns listade i Catalogue of Life.